# Тейм, Сим
Симон П. (Сим) Тейм (нидерл. Simon P. "Siem" Tijm; родился 14 мая 1941 года, Алкмар) — нидерландский футболист, игравший на позиции нападающего, выступал за команды «Алкмар ’54», «Аякс» и АЗ'67.

## Спортивная карьера

### «Алкмар ’54»
Сим Тейм начинал футбольную карьеру в родном Алкмаре, играл с братом Хенком за команду АФК ’34. В 1959 году они перешли в клуб первого дивизиона — «Алкмар ’54». Сим играл на позиции нападающего, тогда как его старший брат был защитником. Год спустя его команда вышла в Эредивизи, став победителем первого дивизиона.
Первую игру в чемпионате Тейм провёл 9 октября 1960 года против клуба ВВВ, а уже в следующем туре в игре с «Фейеноордом» забил свой первый гол за клуб. В первом полноценном сезоне в основном составе «Алкмара ’54» нападающий провёл двадцать восемь матчей, забив в них восемь голов.
В общей сложности за четыре года Сим забил 25 голов в рамках чемпионата и два в кубке страны. В 1963 году он начал переговоры о новом контракте, запросив зарплату в несколько тысяч гульденов, но в итоге клуб выставил его на трансфер.

### «Аякс»
В последний день трансферного окна Тейм был продан в «Аякс». На тот момент за «красно-белых» выступал его брат Хенк.

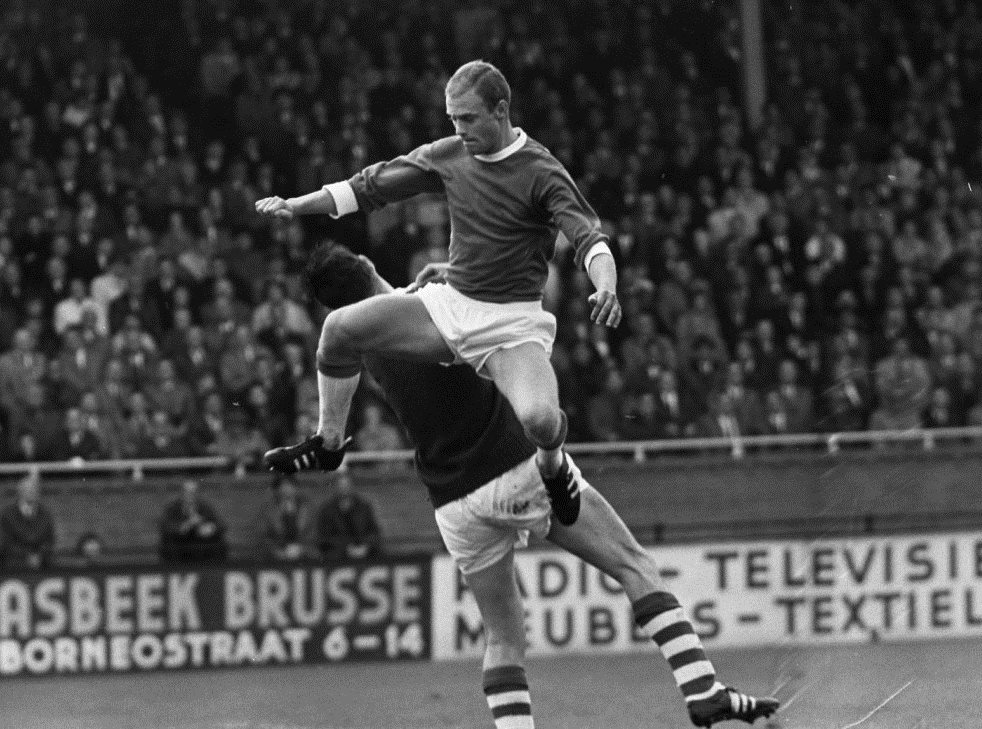
Тейм в матче «Аякс» — «Спарта»
20 сентября 1964

«Мне было около двадцати лет, я работал в Херхюговарде и ездил туда на поезде. На перроне ко мне кто-то подошёл и сообщил, что я продан за сто тысяч гульденов в «Аякс». Я ничего об этом даже не знал». 
Оригинальный текст (нид.)'Ik was een jaar of twintig, werkte in Heerhugowaard en ik reisde met de trein. Op het perron kwam iemand naar me toe: Je bent verkocht, voor honderdduizend gulden, je gaat naar Ajax. Ik wist van niks.

В возрасте двадцати двух лет дебютировал в первой команде «Аякса». Первый матч в чемпионате за амстердамцев провёл 25 августа против клуба «Фортуна '54». Игра завершилась поражением его команды со счётом 2:1.
В дебютном сезоне Сим принял участие ещё в двух матчах, против «Энсхеде» и «Гоу Эхеда», но забитыми голами не отметился. Большую часть сезона он пропустил из-за тяжёлой травмы лодыжки. Тренер Джек Роули считал, что Сим должен играть в футбол, в то время как он едва мог ходить».

«Отравившись в Алкмар, я тайно посетил хирурга, который написал письмо в «Аякс», что мне срочно необходима операция, но Роули разорвал его пополам. Совет клуба узнал об этом и нанёс визит к хирургу. Когда всё прояснилось, стало ясно, что для Роули дни в клубе сочтены». 
Оригинальный текст (нид.)'Ik kwam in Alkmaar bij toeval in contact met een chirurg. De chirurg schreef een brief voor Ajax, dat een operatie noodzakelijk was, maar die scheurde Rowley doormidden. Het bestuur kreeg er lucht van en heeft een bezoek gebracht aan die chirurg. Toen was het snel duidelijk, dat betekende het einde voor Rowley bij Ajax.

К августу 1964 года Сим окончательно оправился от травмы и был готов новому сезону. К тому времени тренер Роули покинул клуб, а на его место был назначен другой английский специалист — Вик Букингем. В первом туре чемпионата Тейм оформил дубль в матче с «Гоу Эхед». За сезон он забил семь мячей в восемнадцати матчах чемпионата. «Аякс» по итогам сезона избежал вылета в первый дивизион, заняв 13 место; по ходу сезона тренер Букингем покинул команду, а в январе 1965 года Ринус Михелс был назначен главным тренером.
В конце сезона Тейм попросил Михелса выставить его на трансфер, хотя тренер хотел сохранить его в команде, но Сим настаивал на своём, к тому же его брат Хенк также решил покинуть «Аякс», так как не проходил в первый состав. В итоге Сим вернулся с братом в «Алкмар ’54», который позже будет переименован в АЗ'67.

## Личная жизнь
Сим родился в мае 1941 года в Алкмаре. Отец — Корнелис Тейм, был родом из Харенкарспела, мать — Мария Спанс, родилась в Синт Мартене. Родители поженились в июле 1921 года в Харенкарспеле — на момент женитьбы отец был шкипером. В их семье воспитывалось ещё одиннадцать детей: восемь сыновей, включая Хенка, и трое дочерей.

## Достижения
«Алкмар ’54»
- Победитель первого дивизиона Нидерландов: 1959/60

## Статистика по сезонам
| Клуб             | Сезон            | Лига | Лига | Кубок | Кубок | Итого | Итого |
| Клуб             | Сезон            | Игры | Голы | Игры  | Голы  | Игры  | Голы  |
| ---------------- | ---------------- | ---- | ---- | ----- | ----- | ----- | ----- |
| Алкмар '54       | 1958/59          | 0    | 0    | 1     | 0     | 1     | 0     |
| Алкмар '54       | 1960/61          | 27   | 8    | 4     | 1     | 31    | 9     |
| Алкмар '54       | 1961/62          | 27   | 8    | 1     | 1     | 28    | 9     |
| Алкмар '54       | 1962/63          | 32   | 9    | 6     | 0     | 38    | 9     |
| Алкмар '54       | Итого            | 86   | 25   | 12    | 2     | 98    | 27    |
| Аякс             | 1963/64          | 3    | 0    | 0     | 0     | 3     | 0     |
| Аякс             | 1964/65          | 18   | 7    | 0     | 0     | 18    | 7     |
| Аякс             | Итого            | 21   | 7    | 0     | 0     | 21    | 7     |
| Алкмар '54       | 1965/66          | 26   | 13   | 2     | 1     | 28    | 14    |
| Алкмар '54       | 1966/67          | 23   | 6    | 0     | 0     | 23    | 6     |
| Алкмар '54       | Итого            | 49   | 19   | 2     | 1     | 51    | 20    |
| АЗ'67            | 1967/68          | 33   | 13   | 1     | 0     | 34    | 13    |
| АЗ'67            | 1968/69          | 30   | 8    | 0     | 0     | 30    | 8     |
| АЗ'67            | 1970/71          | 15   | 2    | 1     | 0     | 16    | 2     |
| АЗ'67            | 1971/72          | 16   | 3    | 0     | 0     | 16    | 3     |
| АЗ'67            | Итого            | 94   | 26   | 2     | 0     | 96    | 26    |
| Всего за карьеру | Всего за карьеру | 250  | 77   | 16    | 3     | 266   | 80    |